# Utrotningshotad art

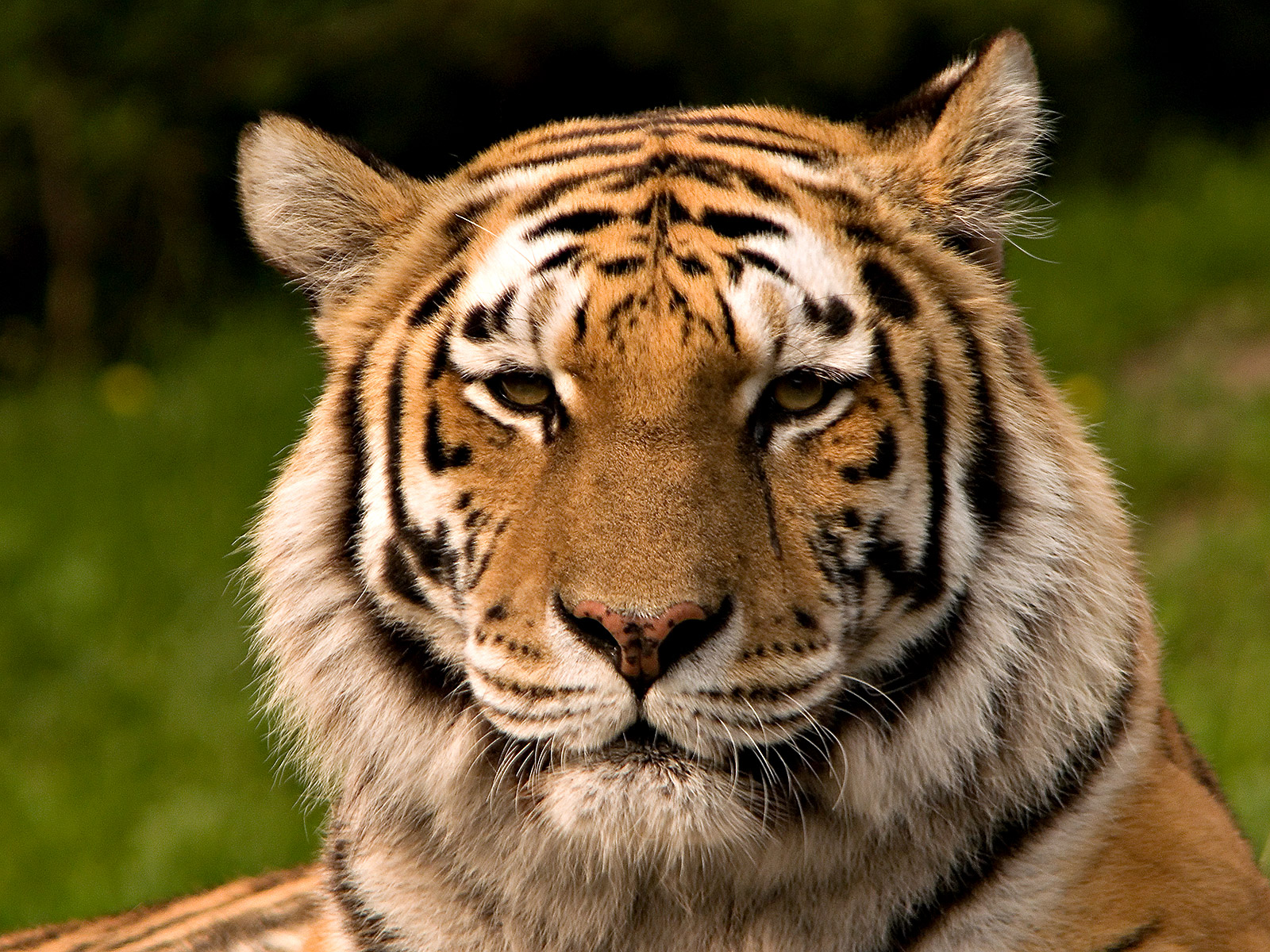
Den sibiriska tigern är en underart av tigern som är akut hotad. Tre andra underarter av tigern är redan försvunna.

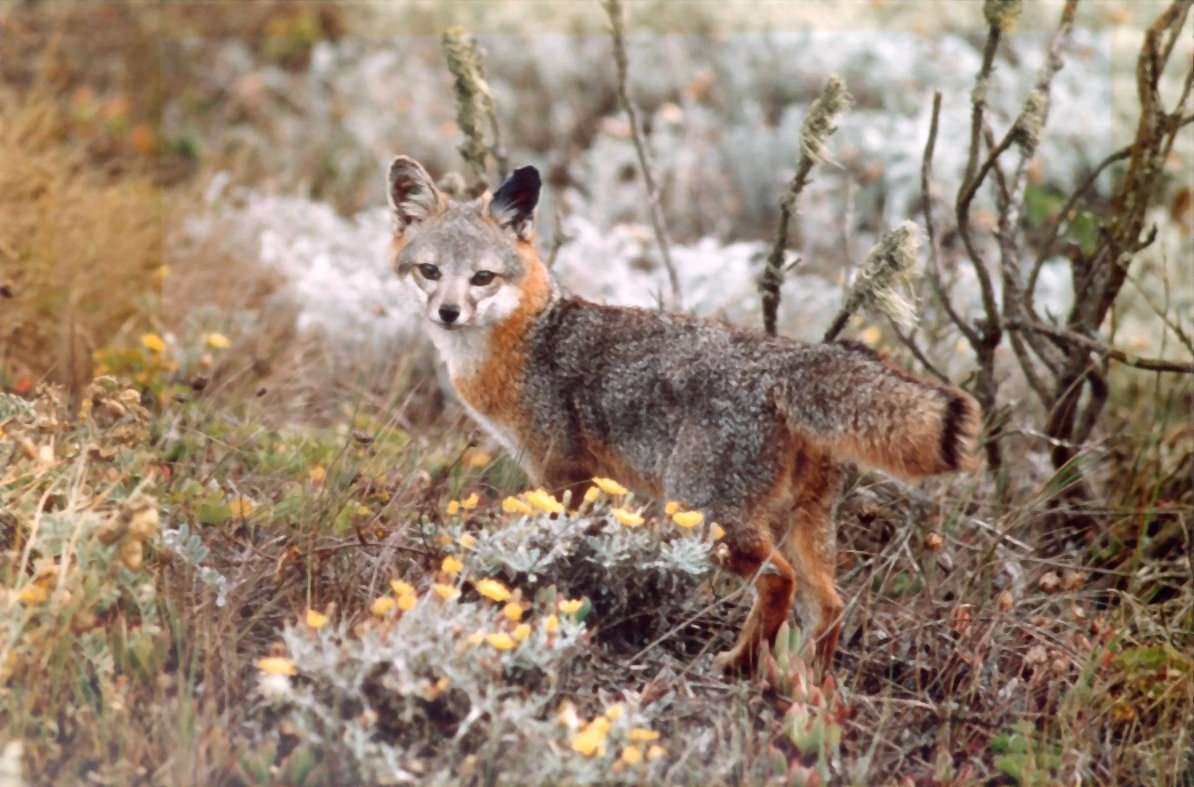
Urocyon littoralis är en rävart som riskerar att försvinna.

En utrotningshotad art är en art som hotas av att dö ut, antingen på grund av att den till antalet är få, eller att den hotas av förändrande miljömässiga parametrar eller förändrad predation. Hotade arter presenteras på IUCN:s rödlista, som i Sverige hanteras av ArtDatabanken. IUCN har beräknat att antalet hotade arter är 40% av alla jordens organismer. Bara en liten andel av det totala antalet beskrivna arter i världen har dock utvärderats av IUCN. Enligt forskare finns det med stor sannolikhet också många hotade arter som människan ännu inte har upptäckt. En annan aspekt är att ny forskning kan visa att ett djur som tidigare beskrivits som en art egentligen utgör ett flera arter där en eller flera är hotade. 
Många länder har lagar som erbjuder skydd för arter. Detta kan innebära jaktförbjud, fridlysning, bildande av naturreservat, och så vidare. I Sverige arbetar Naturvårdsverket, ArtDatabanken och länsstyrelserna med åtgärdsprogram för hotade arter för att försöka bevara dem.
Orsaker till att arter riskerar att dö ut är flera, men bland de mest påtagliga är habitatförlust. Även för hård jakt, fiske eller annan typ av fångst eller insamling kan vara orsak till att en art riskerar att dö ut. Den internationella handeln med hotade djur och växter hanteras av CITES.

## Bevarandestatus
Bevarandestatus för en art är ett mått på sannolikheten för hotade arter att överleva. Många faktorer beaktas vid bedömningen av bevarandestatusen för en art, inte bara antalet återstående individer, men den totala ökningen eller minskningen i populationen över tiden, avelframgångar, kända hot, och så vidare. Rödlistan är den mest kända bevarandestatuslistningen. 
Internationellt har 190 länder undertecknat en överenskommelse att skapa handlingsplaner för biologisk mångfald för att skydda akut hotade och andra hotade arter. I USA brukar denna plan kallas en artåterhämtningsplan.

### Rödlistans definitioner på utdöda och hotade arter
- Nationellt utdöd (RE, Regionally extinct)
- Akut hotad (CR, Critically endangered)
- Starkt hotad (EN, Endangered)
- Sårbar (VU, Vulnerable)
- Nära hotad (NT, Near threatened)

Det finns även en definition för de arter som inte är hotade. Den är livskraftig.

## Klimatförändring
Klimatförändringar medför stora risker för djur. Nigel Stork förklarar i artikeln ”Re-assessing Extinction Rate” att "den huvudsakliga orsaken till utdöende är klimatförändringen, och framförallt de stigande temperaturerna, snarare än bara avskogning." Stork tror att klimatförändringen är det största problemet som gör att djur dör ut. Han hävdar att ökade temperaturer på både lokal och global nivå gör det svårare för arter att fortplanta sig. När den globala uppvärmningen fortsätter, kommer arter inte längre att kunna överleva och arterna börjar minska i antal. Detta är en återkommande cykel som börjar bli allt snabbare på grund av klimatförändringen, och därför hamnar många arter på listan över arter som riskerar att dö ut.

## Påverkan på biologiska mångfalden och hotade arter

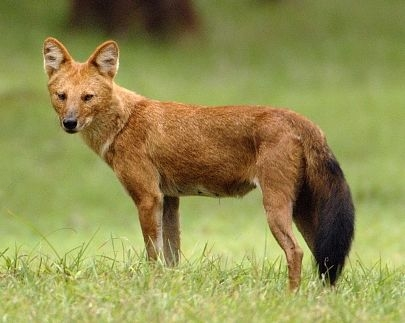
Asiatisk vildhund, den toppredator i Asien som löper störst risk att dö ut.

För att bevara den biologiska mångfalden måste man ta i beaktande de anledningar som gör att så många arter dör ut. "Habitatminskning är den största orsaken till att arter i USA är hotade. Det påverkar 85% av alla hotade arter." När ett djurs ekosystem inte bibehålls förlorar de sina hem och tvingas antingen anpassa sig till nya omgivningar eller dö ut. Miljöförstöring är en annan faktor som gör att många arter hotas av utdöende. Överexploatering, sjukdomar och klimatförändring har också lett till hotet att mänskliga användandet av resurser, energi och utrymme intensifierades under de senaste århundradena har den biologiska mångfalden förminskats mycket i de flesta delar av världen. Människor sätter även standarden för vilka arter de tycker bör sparas och vilka arter som är oviktiga eller oönskade. Grodan Eleutherodactylus coqui, en invasiv art på Hawaii, är så vanlig där att dess nattsång minskar värdet på hem och förhindrar hotell från att använda rum nära skogar. Hawaiianer har föreslagit att grodan ska elimineras, och flera vildlivspersonligheter vill släppa ett patogen att döda grodorna med.

## Arters betydelse
"Livets mångfald och levande system är en nödvändig förutsättning för mänsklig utveckling." Många ifrågasätter betydelsen av att bibehålla den biologiska mångfalden i dagens värld, då bevaringsförsök visar sig vara kostsamma och tidskrävande. Arter borde räddas för "estetiska och moraliska motiveringar; vikten av vilda arter som försörjare av produkter och tjänster som är nödvändiga för den mänskliga välfärden; värdet av vissa arter som visare av miljömässigt välmående eller som arter som är viktiga för ett ekosystems funktionalitet; och de vetenskapliga genombrott som har kommit från studier av vilda organismer". Med andra ord tjänar arter som en källa till konst och nöje, ger produkter som medicin för mänskligt välmående, visar på välmående hos miljön och ekoystem, och ger forskning som resulterar i vetenskapliga upptäckter. Ett exempel på den estetiska motiveringen i att bevara hotade arter är introduktionen av gråvarg till Yellowstone National Park. Vargen har fått stora mängder turister att besöka parken och ökat den biologiska mångfalden i det skyddade området.
Ett annat exempel som stödjer bevarandet av hotade arter som försörjare av produkter för mänskligt välmående är busken Dicerandra frutescens. Man har märkt att växten innehåller en ämne som motverkar svampar och ett naturligt insektsdödande medel. Ett exempel på arter som är viktiga för vetenskapliga upptäckter är stillahavsidegranen som "fungerade som källa till taxol, en av de mest potenta anticancerföreningarna som någonsin upptäckts" Hotade arter kan vara användbara för mänsklig utveckling, bibehållande av biologisk mångfald och bevaring av ekosystem.

## Bevara hotade arter

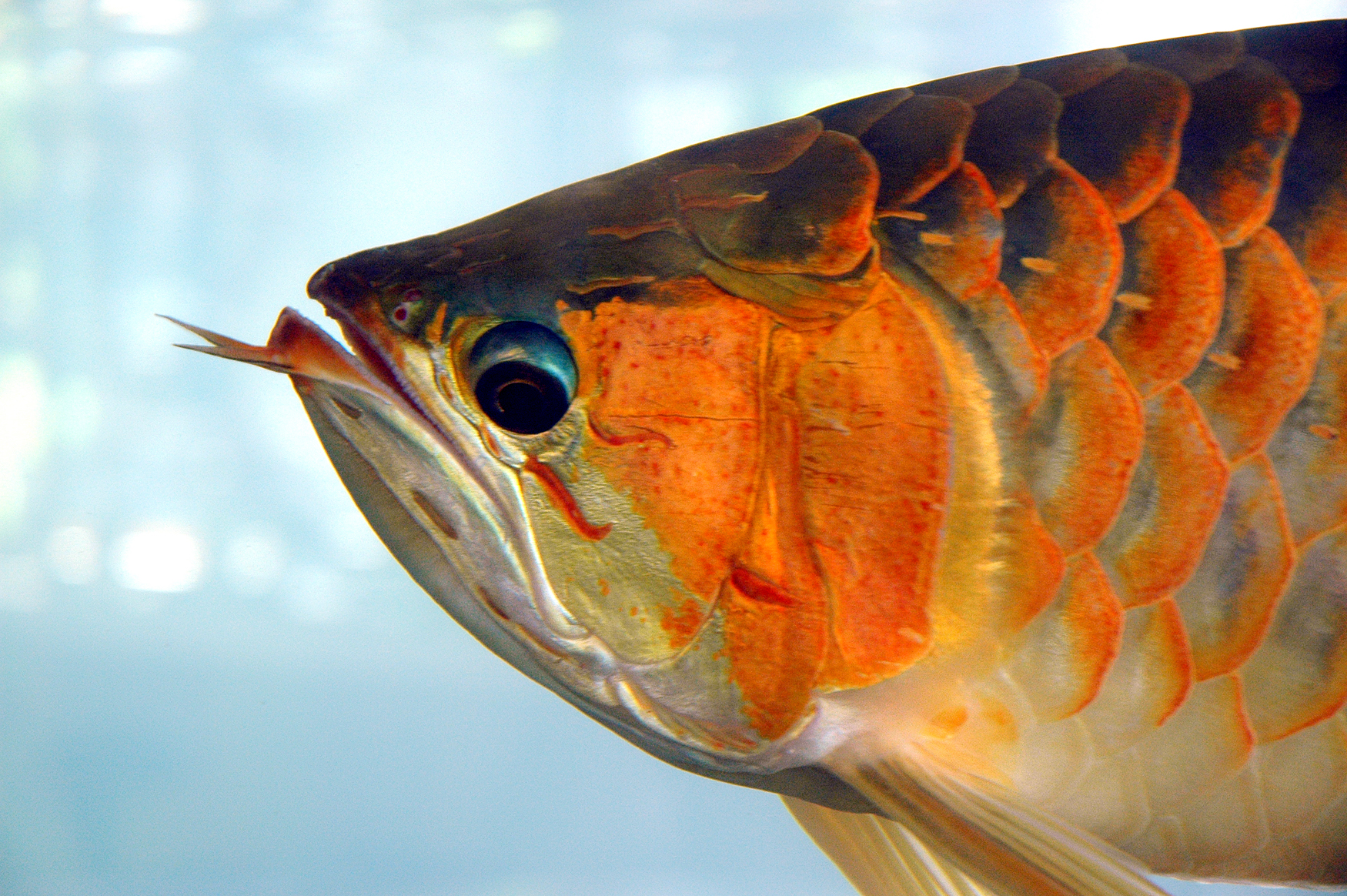
Asiatisk arowana

Naturvårdares mål är att skapa och utöka sätt att bevara hotade arter och bibehålla den biologiska mångfalden. Det finns flera sätt att de av bevara världens arter som är nära att dö ut. Ett sådant är att få mer information om olika artgrupper, som ryggradslösa djur, svampar och havsorganismer, där data ofta saknas. För att förstå orsakerna till populationsminskning- och utdöende utfördes ett experiment på fjärilars population i Finland. I analysen samlades fjärilarnas klassifikation på listan över hotade arter, distribution, täthet, larvers specificitet, spridningsförmåga, bredd på vuxnas habitation, flygperiod och kroppsstorlek in och undersöktes för att bestämma varje arts hotstatus. Man fann att fjärilarnas distribution minskat med 51,5%, och att de har en väldigt begränsad habitation. Experimentet visar att när man vet orsakerna till hoten kan man skapa lösningar för hanteringen av den biologiska mångfalden.
Ett annat sätt som man kan bevara hotade arter på är genom att skapa ett nytt professionellt samhälle för ekologisk etik. Det kan hjälpa ekologer att fatta etiska beslut i sin forskning och hantering av mångfalden. Att bidra till ett större medvetande om miljömässig etik kan dessutom hjälpa till att uppmuntra till arters bevarande. "Kurser i etik för studenter, och träningsprogram för ekologer och mångfaldshanterare" kan alla hjälpa till att skapa miljömässigt medvetande och förebygga etikbrott i forskningen och hanteringen. Ett sista sätt som man kan bevara dessa arter på är genom investeringar från myndigheter och skydd från regeringar. "Ekologer har föreslagit biologiska korridorer, biosfärreservat, ekosystemhantering och ekoregionalt planerande som sätt att integrera konserveringen av den biologiska mångfalden och socioekonomisk utveckling på allt större skalor.
Ett exempel på en konservationszon är Northwest Hawaiian Islands Marine National Monument, det största marina skyddsområdet i världen. Monumentet är viktigt för bevarandet av undervattensgemenskaper och överfiskade regioner. Bara forskare som arbetar i området tillåts fiska; inga koraller får tas bort, och Department of Homeland Security ska upprätthålla restriktioner på fartyg som passerar genom vattnen genom satellitbilder. Området kommer fungera som ett hem till omkring 7 000 arter, av vilka de flesta inte går att hitta någon annanstans i världen.

## Uppfödning i fångenskap
Uppfödning i fångenskap är den process där man föder upp sällsynta eller hotade arter i mänskligt kontrollerade miljöer med reglerade förhållanden, såsom vildlivsreservat, zoon och andra bevaringsinstitutioner. Uppfödning i fångenskap ska rädda arter från att dö ut. Det ska stabilisera artens population så att den inte längre riskerar att försvinna. Tekniken har använts framgångsrikt för många arter. Ett exempel är davidshjort. Uppfödning i fångenskap är dock ofta svåra att implementera för rörliga arter som flyttfåglar och fiskar. Om populationen är för liten kan dessutom inavel förekomma, vilket kan försämra immuniteten mot sjukdomar.

## Laglig privat uppfödning för profit

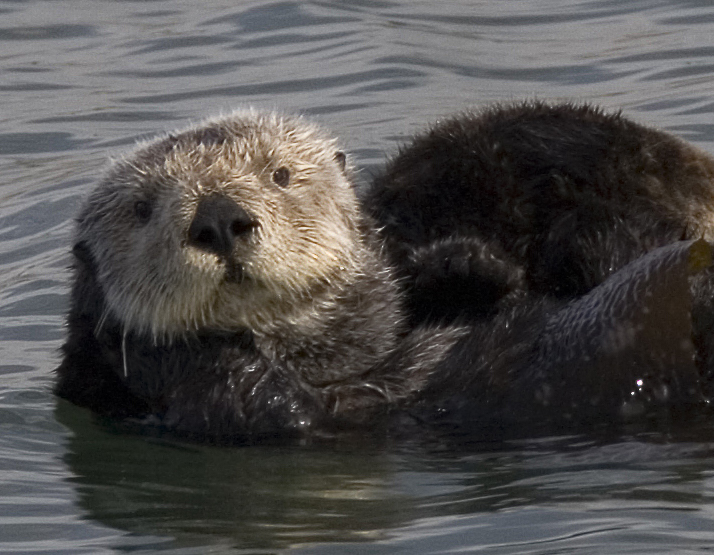
Havsutter.

Medan tjuvjakt orsakar betydande minskningar i hotade djurpopulationer har laglig privat uppfödning för profit den motsatta effekten. Laglig privat uppfödning har orsakat betydande ökningar i populationer av både den södra spetsnoshörningen och den södra trubbnoshörningen. Richard Emslie, vetenskaplig ämbetsman vid IUCN, sa om sådana program att "effektivt upprätthållande av lagar hat blivit mycket lättare nu när djuren till stor del är privatägda... Vi har kunnat få lokala gemenskaper med i bevaringsprogrammen. De är allt starkare ekonomiska drivkrafter som ser efter noshörningar snarare än att jaga dem från ekoturism eller sälja dem vidare för en förtjänst. Så många ägare håller dem säkra. Den privata sektorn har varit nyckeln till att hjälpa vårt arbete".
Experter på bevaring ser effekterna från Kinas sköldpaddeuppfödning på de vilda sköldpaddepopulationerna i Kina och sydöstra Asien - av vilka många är akut hotade - som "dåligt förstådda". Medan de berömmer den stegvisa ersättningen av vildfångade sköldpaddor med uppfödda på marknadsplatsen (procentsatsen för jordbruksuppfödda individer på den "synbara" marknaden växte från omkring 30% 2000 till 70% 2007), är de oroade över det faktum att många vilda djur fångas för att förse uppfödare med uppfödningsdjur. Som experten på bevaring av djur, Peter Paul van Dijk, konstaterade, tror sköldpaddsuppfödare ofta på vildfångade djurs överlägsenhet bland uppfödningsdjuren, vilket kan skapa ett motiv för sköldpaddsjägare att leta efter och fånga de allra sista kvarstående vilda exemplaren av några akut hotade sköldpaddsarter.
2009 lyckades forskare i Australien för första gången få sydlig tonfisk att föda i omgärdade behållare, vilket öppnade upp för möjligheten att använda fiskuppfödning som ett sätt att rädda arter från problemen med överfiske i det vilda.